# Lorraine 38L
La Voiture blindée de chasseurs portés 38L (VBCP 38L) o Lorraine 38L era un veicolo trasporto truppe francese, della seconda guerra mondiale, basato sul veicolo da rifornimento Lorraine 37L.

## Storia
La VBCP 38L fu il primo derivato francese del veicolo da rifornimento Lorraine 37L. Come il predecessore, anche il Lorraine 38L era equipaggiato di un rimorchio cingolato corazzato. La portata totale del mezzo era di 12 uomini: conduttore e capocarro nel vano di guida, 4 fanti nel vano di carico e 6 fanti nel rimorchio. Per proteggere la squadra di fanteria, il vano di carico ed il rimorchio erano dotati di un'alta sovrastruttura corazzata a cielo aperto, con portelloni posteriori. I vani di carico erano a cielo aperto ma dotati di telonatura in canapa.
Vennero ordinati in totale 240 VBCP 38L, dei quali 9 consegnati entro il 1º settembre 1939 e circa 150 entro il 25 giugno 1940. L'esercito francese fu così l'unico tra quelli impegnati nella battaglia di Francia a schierare trasporti truppe interamente cingolati. I mezzi erano destinati al Bataillon de Chasseurs Portés in organico ad ogni DCR. Il 10 maggio, all'inizio delle ostilità, tuttavia i mezzi non erano ancora stati assegnati a queste unità, che ancora utilizzavano i semicingolati.
Venne realizzato anche un modello migliorato, il VBCP 39L, creato ingrandendo il vano di carico in modo da ospitare 8 passeggeri. Questo modello era privo di rimorchio ed i 10 passeggeri totali erano trasportati tutti nello scafo. Il nuovo più spazioso vano, sempre a cielo aperto, era ricavato innalzando le fiancate ed il tettuccio del mezzo e prolungando la piastra frontale inclinata; la configurazione generale ricorda molto quella dei corrispondenti veicoli postbellici (come il M113). Vennero ordinati 200 VBCP 39L, nessuno dei quali consegnato entro la fine delle ostilità in giugno 1940. Dal veicolo vennero estrapolate alcune varianti sperimentali, come il cacciacarri (Chasseur de Chars Lorraine) armato con cannone da 47 mm SA 37 e dei carri comando.